# Здрапи (Красницький повіт)
Здрапи (пол. Zdrapy) — село в Польщі, у гміні Вільколаз Красницького повіту Люблінського воєводства.
Населення — 425 осіб (2011).
У 1975-1998 роках село належало до Люблінського воєводства.

## Демографія
Демографічна структура станом на 31 березня 2011 року:
|          | Загалом | Допрацездатний вік | Працездатний вік | Постпрацездатний вік |
| -------- | ------- | ------------------ | ---------------- | -------------------- |
| Чоловіки | 209     | 37                 | 145              | 27                   |
| Жінки    | 216     | 37                 | 127              | 52                   |
| Разом    | 425     | 74                 | 272              | 79                   |